# Road America

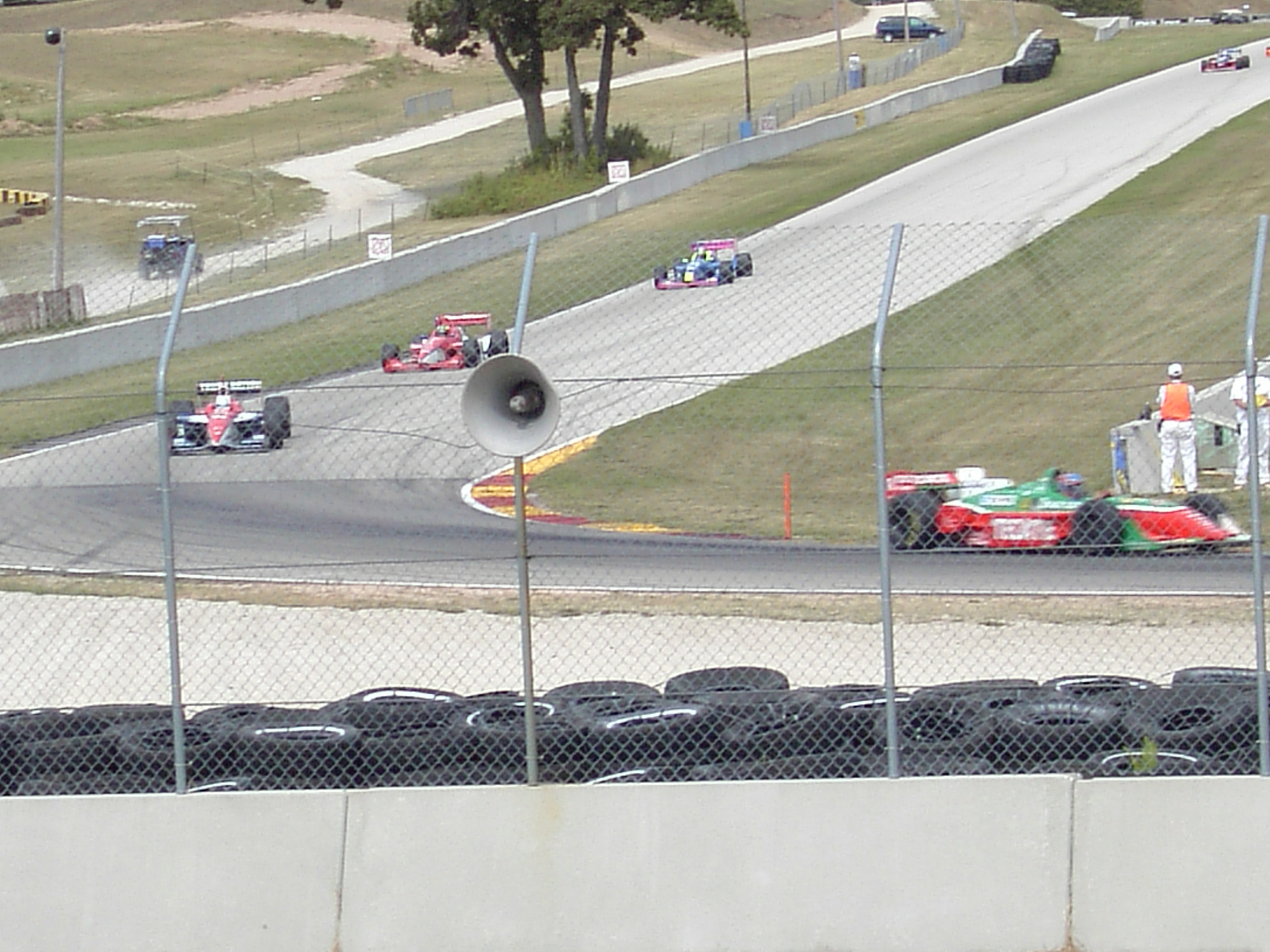
Road America, 2007

Road America is een wegcircuit gelegen in Elkhart Lake, Wisconsin. Het circuit stond vanaf 1982, met uitzondering van 2005, op de Champ Car kalender tot het kampioenschap eind 2007 ophield te bestaan. Het circuit is 6,5 km lang en heeft veertien bochten. Momenteel wordt het gebruikt voor races in diverse raceklasses, onder meer in het Atlantic Championship, de American Le Mans Series, de SCCA Speed World Challenge Series, de AMA Superbike series en de IndyCar Series

## Winnaars op het circuit
Winnaars op het circuit voor een race uit de Champ Car kalender.
| Jaar | Rijder                 |
| ---- | ---------------------- |
| 1982 | Héctor Rebaque         |
| 1983 | Mario Andretti         |
| 1984 | Mario Andretti         |
| 1985 | Jacques Villeneuve Sr. |
| 1986 | Emerson Fittipaldi     |
| 1987 | Mario Andretti         |
| 1988 | Emerson Fittipaldi     |
| 1989 | Danny Sullivan         |
| 1990 | Michael Andretti       |
| 1991 | Michael Andretti       |
| 1992 | Emerson Fittipaldi     |
| 1993 | Paul Tracy             |
| 1994 | Jacques Villeneuve     |
| 1995 | Jacques Villeneuve     |
| 1996 | Michael Andretti       |
| 1997 | Alex Zanardi           |
| 1998 | Dario Franchitti       |
| 1999 | Christian Fittipaldi   |
| 2000 | Paul Tracy             |
| 2001 | Bruno Junqueira        |
| 2002 | Cristiano da Matta     |
| 2003 | Bruno Junqueira        |
| 2004 | Alex Tagliani          |
| 2006 | A.J. Allmendinger      |
| 2007 | Sébastien Bourdais     |

Winnaars van de IndyCar Series:
| Jaar | Rijder          |
| ---- | --------------- |
| 2016 | Will Power      |
| 2017 | Scott Dixon     |
| 2018 | Josef Newgarden |